# 大谷謙治
大谷 謙治（おおたに けんじ、1943年12月3日 - ）は、日本の経営者、工学博士。フジテック社長、会長を務めた。

## 来歴・人物
大阪府出身。1966年に京都大学工学部電子工学科を経て、1971年に京都大学大学院工学研究科博士課程を修了。京都大学工学部情報工学科助手での勤務を経て、1974年4月にフジテックに入社。1977年12月に取締役に就任し、1978年12月に常務、1980年10月に専務を経て、1981年12月に副社長に就任し、1998年4月には社長に昇格。2002年6月に会長を経て、2009年6月には相談役に就任。